# Український гірський гончак
Український карпатський гончак (англ. Ukrainian carpathian hound) — універсальний собака, який поєднує у собі якості гончака, звірової собаки й сполохувача. Породу ще називають Карпатський  гончак, карпатець, український гірський гончак (але це не зовсім правильно), скорочено УКГ. 
На даний час стандарт породи затверджено в Федерації Мисливських Собак України. По стандарту породи великий тип карпатця і малого об'єднано. Активно проводиться робота із затвердження породи в Кінологічній Спілці України, яка є офіційним представником FCI на території України.

## Опис
Лють до звіра, сміливість, слухняність, витривалість українського карпатського гончака (далі — УКГ) дозволяють успішно використовувати його для полювання на різноманітну мисливську звірину, а за певних умов навіть на птахів. Ці собаки здатні затримати на місці кабана до підходу мисливця, який, своєю чергою, може спокійно зробити влучний постріл.
Собака гонить звіра з виразним, притаманним породі лунким голосом. Якщо звір пройшов повз мисливця і не був поранений, то УКГ  після короткого переслідування його «відпустить». Ця властивість дозволяє ефективніше здійснювати полювання в умовах дедалі більшого роздрібнення мисливських угідь. Полювання з УКГ, на відміну від полювань з гончаками багатьох інших порід, може відбуватися без зайвого хвилювання господаря і без нескінченного чекання на собаку чи її тривалих пошуків після полювання. Український карпатський гончак успішно шукає пораненого звіра по кривавому сліду. Він здатний знайти підранка навіть за добу від часу поранення. Багато собак цієї породи «віддає» голос над знайденим мертвим звіром, що є дуже цінною якістю за умови відсутності снігу й можливості знайти собаку й звіра по слідах. Ці властивості додають особливої принадності УКГ, та зумовлюють гарні перспективи поширення використання собак цієї породи у мисливських господарствах, в яких здійснюється комерційне полювання з веж. Успішно полюють з УКГ  і на зайця та лисицю, де собаці відводиться роль сполохувача (загонича). Він також легко й охоче апортує дрібну дичину, йде у воду і прочісує зарості. Український карпатський гончак — відданий, кмітливий та люблячий чотирилапий товариш, невтомний та працьовитий партнер мисливця, що асистує йому під час мисливських пригод.

## Регіон походження
Регіон походження Українського карпатського гончака — Українські Карпати (Лемківщина, Бойківщина, Гуцульщина і Буковина). З давніх-давен українські горяни використовували цих чорно-підпалих собак на полюваннях в тяжких умовах гірської місцевості на небезпечного звіра. І тому намагалися від покоління до покоління формувати, розвивати й підтримувати в собаках цієї породи якості, що мають особливе значення для полювань у горах. Це й зумовило неабияку витривалість, сміливість і здатність УКГ добре орієнтуватися в гущавині порослих тереном гірських схилів. Сьогодні вирізняють УКГ двох типів, які зараховуються до однієї породи, все ж мають відмінність між собою за зростом та темпераментом.

## Історія
За часів УРСР породу реєструвало українське товариство мисливців та рибалок під назвою — карпатський гончак.

## Український карпатський гончак (великий)
Український карпатський гончак — собака міцного типу конституції. Висота в холці у псів 55-65 см., у сук 52-62 см.
Масть. Чорна з різко виділеними рудими підпалинами на морді, надбрівних дугах, грудях, внутрішній і зовнішній стороні кінцівок, на пальцях, на нижній стороні хвоста до 1/3 або 1/2 його довжини. Трапляються і не є недоліком малі білі плями на лапах, грудях, лобі, на кінці хвоста.
Шерсть. На голові, ногах і вухах коротка шовковиста, на решті тіла довша, жорстка, щільно прилягає до тіла. Добре розвинуте підшерстя.
Шкіра, м'язи, кістяк. Шкіра щільна, еластична, без зморшок. Мускулатура суха, добре розвинута. Кістяк міцний.
Голова. Клиноподібна, пропорційна, невелика, суха. Черепна коробка довжиною дорівнює довжині морди, потиличний виступ виражений слабо. Перехід від лоба до морди плавний. Мочка носа чорна, широка, розкрита. Губи м'ясисті, добре прикривають зуби, без брилів.
Очі. Темно-карі, середньої величини, з косим прорізом вік, білок ока прихований, краї повік темні.
Вуха. Тонкі, закруглені, висячі в формі трикутника, середньої величини, переднім краєм прилягають до голови, посаджені трохи вище лінії очей.
Зуби та прикус. Зуби міцні, рівні, білі, прикус ножицеподібний.
Шия. Середньої довжини, м'язиста, досить груба, в розрізі овальна.
Груди. Широкі, глибокі, ребра спущені до ліктів і нижче.
Живіт. Піднятий вище лінії грудей.
Спина. Пряма, м'язиста.
Круп. Широкий, трохи похилий.
Передні кінцівки. Прямі, сухі, костисті й м'язисті. При огляді спереду прямі й паралельні. Відстань від ліктів до кінця лап дорівнює половині висоти собаки в холці. Розріз передпліччя овальний, лікті завернуті назад.
Задні кінцівки. Сухі, костисті, м'язисті. При огляді ззаду — прямі й паралельні. Кути з'єднань стрибкових суглобів добре виражені.
Лапи. Овальної, або круглої форми, пальці стиснуті, кігті чорні, спрямовані в землю.
Хвіст. Шаблеподібний, в основі товстий, до кінця тонкий (морквою). Довжина хвоста — до стрибкового суглоба. В стані спокою опущений і вигнутий шаблеподібно, в збудженні піднятий дещо вище лінії спини.

## Український карпатський гончак (малий)
Український карпатський (малий) гончак — собака сухого та міцного типу конституції. Висота в холці у псів 44-52 см, у сук 42-50 см.
Масть. Чорна або руда з різко виділеними рудими або жовтими підпалинами на морді, надбрівних дугах, грудях, внутрішній і зовнішній стороні кінцівок, на пальцях, на нижній стороні хвоста до 1/3 або 1/2 його довжини. Трапляються і не є недоліком малі білі плями на лапах, грудях, лобі, на кінці хвоста.
Шерсть. На голові, ногах і вухах коротка шовковиста, на решті тіла довша, жорстка, щільно прилягає до тіла. Добре розвинуте підшерстя.
Шкіра, м'язи, кістяк. Шкіра щільна, еластична, без зморшок. Мускулатура суха, добре розвинута. Кістяк міцний.
Голова. Клиноподібна, пропорційна, невелика, суха. Черепна коробка за довжиною дорівнює морді, потиличний виступ виражений слабо. Перехід від лоба до морди плавний. Мочка носа чорна, широка, розкрита. Губи м'ясисті, добре прикривають зуби, без брилів.
Очі. Темно-карі, середньої величини, з косим прорізом вік, білок ока прихований, краї повік темні.
Вуха. Тонкі, заокруглені, висячі, у формі трикутника, середньої величини, переднім краєм прилягають до голови, посаджені трохи вище лінії очей.
Зуби та прикус. Зуби міцні, рівні, білі, прикус ножицеподібний.
Шия. Середньої довжини, м'язиста, досить груба, в розрізі овальна.
Груди. Широкі, глибокі, ребра спущені до ліктів і нижче.
Живіт. Піднятий вище лінії грудей.
Спина. Пряма, м'язиста.
Круп. Широкий, трохи похилий.
Передні кінцівки. Прямі, сухі, костисті й м'язисті. При огляді спереду прямі й паралельні. Відстань від ліктів до кінця лап дорівнює половині висоти собаки в холці. Розріз передпліччя овальний, лікті завернуті назад.
Задні кінцівки. Сухі, костисті, м'язисті. При огляді ззаду — прямі й паралельні. Кути з'єднань стрибкових суглобів добре виражені.
Лапи. Овальної, або круглої форми, пальці стиснуті, кігті чорні, спрямовані в землю.
Хвіст. Шаблеподібний, в основі товстий, до кінця тонкий (морквою). Довжина хвоста — до стрибкового суглоба. В стані спокою опущений і вигнутий шаблеподібно, в збудженні піднятий дещо вище лінії спини.